# 謝震武
謝震武（1963年10月21日—），台灣律師、電視主持人。生於臺灣基隆市，籍貫河南。從小就在眷村生活，畢業於國立政治大學法律學系，1999年創辦謝震武律師事務所，2000年參與主持臺灣電視公司超級大富翁節目，此後擔任多檔政論節目與綜藝節目主持人至今。2008年獲得《Cheers快樂工作人雜誌》票選「說話最得體的名人」第一名。其子謝家鼎於淡江大學就讀期間創立震傳媒。

## 主持作品

### 目前主持
| 年份                | 頻道       | 節目           | 備註 |
| ------------------- | ---------- | -------------- | ---- |
| 2010年6月18日～至今 | 年代新聞台 | 《新聞面對面》 |      |
| 2019年1月21日～至今 | 高點綜合台 | 《震震有詞》   |      |

### 經歷主持
| 年份                          | 頻道             | 節目                      | 備註                                                   |
| ----------------------------- | ---------------- | ------------------------- | ------------------------------------------------------ |
|                               | 力霸友聯U2綜合台 | 《驚爆台灣》              |                                                        |
| 2000年9月3日～2000年11月26日  | 八大綜藝台       | 《智慧大挑戰》            | 與陳玉佳主持，經濟部智慧財產局與福德傳播製作           |
|                               | 台視             | 《誰是推理王》            | 推理競賽節目，單獨主持                                 |
|                               | 台視             | 《新法中情》              | 類戲劇，單獨主持                                       |
| 2000年5月29日~2006年2月18日   | 台視             | 《超級大富翁》            | 與廖筱君主持                                           |
|                               | 台視             | 《愛的任務》              | 與曾寶儀主持                                           |
| 2019年2月17日～2019年8月18日  | 台視             | 《台視17Q》               |                                                        |
|                               | 中視             | 《台灣大騙局》            | 與吳淡如主持                                           |
| 2014年12月25日～2017年        | 中視             | 《超級法律王》            | 單獨主持                                               |
| 1999年1月26日～1999年9月1日   | 華視             | 《非常世代》              | 與璩美鳳主持，共31集                                   |
|                               | 華視             | 《快樂專賣店》            | 與曾寶儀主持                                           |
| 2007年1月13日－2008年12月20日 | 華視             | 《快樂有go正》            | 與楊千霈、劉真、JR、Gino共同主持                       |
| 2009年3月7日~2010年6月11日    | 華視             | 《全民快樂有go正》        | 與唐從聖、劉真共同主持                                 |
| 2016年6月18日~2016年10月1日   | 華視             | 《全民一起來》            |                                                        |
| 2018年7月~2018年12月          | 華視             | 《全民新視界》            | 單獨主持                                               |
|                               | 民視             | 《天天星期八》            | 與吳淡如主持                                           |
|                               | 民視             | 《愛情HOTEL》             | 與吳淡如主持                                           |
| 2001年8月1日                  | 民視             | 《民視監察怨》            |                                                        |
| 2006年4月1日～2008年3月1日    | 公視             | 《公民眾意院》            | 共94集                                                 |
| 2008年11月3日                 | 公視             | 《街頭博識王》            |                                                        |
| 2012年12月2日－2013年6月30日  | 公視             | 《青春法學園》            | 單獨主持，與王如玄共同擔任法律顧問                     |
|                               | GTV第一台        | 《大家來審判》            | 政論節目，單獨主持                                     |
|                               | 衛視中文台       | 《天天五星級》            |                                                        |
|                               | 中天綜合台       | 《今晚哪裡有問題》        | 與夏韻芬、尹乃菁、林書煒共同主持，爾後由林青蓉單獨主持 |
| 2014年5月26日～2015年1月14日  | 中天綜合台       | 《真的！了不起》          | 與愷樂主持                                             |
| 2007年2月26日~2016年2月26日   | 年代MUCH台       | 《今晚誰當家》            | 與吳淡如主持直到吳淡如辭職                             |
| 2006年10月21日～2007年2月11日 | 年代MUCH台       | 《百萬大富翁 MUCH大放送》 |                                                        |
|                               | MOMO親子台       | 《小朋友 大人物》         | 與楊千霈主持                                           |
| 2010年12月13日～2011年7月19日 | 緯來綜合台       | 《天黑請閉眼》            | 與安心亞主持                                           |
| 2018年2月24日～2018年8月25日  | 八大綜合台       | 《17好聰明》              | 搭檔林柏昇、解婕翎                                     |

## 廣告代言

謝震武廣告代言看板

- 數字科技股份有限公司「518人力銀行」
- 中信房屋
- 花仙子企業「潔霜洗力泡浴室清潔劑」
- 中國化學製藥「百齡護牙周到牙膏」
- 台灣三洋「三洋DC直流變頻超音波洗衣機」、「三洋DC直流變頻冷氣」、「三洋DC直流變頻七門電冰箱」
- 佳格食品「桂格養氣人蔘[3]」、「得意的一天青春三元素葵花油」、「天地合補高單位葡萄糖胺飲[4]」
- 歌林公司家電商品
- 阿瘦皮鞋「阿瘦奈米氣墊鞋」、「阿瘦3E耐走鞋」、「阿瘦新超能耐氣墊鞋」
- 曼秀雷敦「熱力鎮痛系列」
- 全視線光學「全視線鏡片」
- 統一藥品「法國蔻蘿蘭（Klorane）養髮洗髮精」
- 馥餘實業「西雅圖極品咖啡（BARISTA COFFEE）」
- 綠色小鎮健康事業股份有限公司「綠色小鎮全國健康有機連鎖」
- 行政院主計總處「100年工商及服務業普查」宣導短片
- 東森數位科技「升學王」
- 全家福股份有限公司「東妮寢飾超熱感羊毛被」
- 華廣生技「瑞特血糖機GM700」
- 美國Ashworth休閒服飾[5]
- 行政院洗錢防制辦公室宣導短片與宣導海報
- 瑞士FelixBühler 飛力飆馬「高爾夫休閒服飾」
- SAVE認證車聯盟SAVE認證車聯盟 （页面存档备份，存于）

## 著作
| 年份          | 書名                                                            | 出版社   | ISBN                   |
| ------------- | --------------------------------------------------------------- | -------- | ---------------------- |
| 2004年        | 《當代法律王：謝震武》                                          | 我識出版 | ISBN 9572944916        |
| 2005年3月22日 | 《法律問題 1桿進洞：謝震武經典法律事件簿》（Laws, no problem!） | 尖端出版 | ISBN 9571029203        |
| 2008年1月24日 | 《機會 命運 請選擇：謝震武寫給年輕人的簡明成功學》              | 春光出版 | ISBN 978-986-6822-45-2 |
| 2010年12月7日 | 《說出好人緣：謝震武的獨門說話術》                              | 春光出版 | ISBN 978-986-120-442-0 |

## 獎項紀錄

### 金鐘獎
| 年份   | 獲提名              | 獎項                              | 結果 |
| ------ | ------------------- | --------------------------------- | ---- |
| 2000年 | 天天星期八          | 第35屆金鐘獎 綜藝節目主持人獎     | 提名 |
| 2001年 | 愛的任務—挑戰不可能 | 第36屆金鐘獎 娛樂諧趣節目主持人獎 | 提名 |
| 2002年 | 愛的任務            | 第37屆金鐘獎 娛樂綜藝節目主持人獎 | 提名 |
| 2003年 | 超級大富翁          | 第38屆金鐘獎 文教資訊節目主持人獎 | 提名 |
| 2004年 | 超級大富翁          | 第39屆金鐘獎 文教資訊節目主持人獎 | 提名 |
| 2016年 | 超級法律王          | 第51屆金鐘獎 兒童少年節目主持人獎 | 提名 |
| 2017年 | 超級法律王          | 第52屆金鐘獎 兒童少年節目主持人獎 | 提名 |
| 2018年 | 超級法律王          | 第53屆金鐘獎 兒童少年節目主持人獎 | 提名 |

### Cheers快樂工作人雜誌票選
| 年份   | 獲提名 | 獎項                                     | 結果   |
| ------ | ------ | ---------------------------------------- | ------ |
| 2008年 |        | Cheers快樂工作人雜誌票選說話最得體的名人 | 第一名 |